# Pelayo Guterres da Silva
Pelayo Gutiérrez de Silva (c.1050–?) fue un noble medieval del condado portucalense y miembro de la Casa de Silva, señor de la Domus Fortis, también llamada Torre da Silva y del Castillo de Alderete. 
Su bisabuelo paterno, Pelayo Froilaz el Diácono (c. 990-c.1050), fue tataranieto del rey Fruela II, rey de Asturias y León, lo que significa que Pelayo Gutiérrez era descendiente de los monarcas de la dinastía astur-leonesa. Como señor feudal del reino de León, Pelaio Guterres ocupó el cargo de «Avanzador de Portugal» y en 1085 confirmó una donación incluso con el título de «Vigario del Rey» Afonso VI «el Bravo», rey de León entre 1065 y 1109, y de Castilla entre 1072 y 1109.
El Antiguo Libro de los Linajes cuenta que Pelayo Gutiérrez acabó tristemente con su vida, ya que le ordenaron quedar ciego de ambos ojos. En 1097 confirmó una carta de privilegios de Cornellana, pero esta vez sin el título de vicario, pues ya no podía ocupar el cargo.

## Relaciones familiares
Pelayo Gutiérrez de Silva era hijo de Gutierre Peláez de Alderete, progenitor de la casa Silva. Se casó con una tataranieta por parte del padre del rey Ramiro II de León, Adosinda Ermigues, hija de Ermígio Aboazar y Vivilide Trutezendes, hija de Trutezendo Galindes, de quien tuvo a
- Guterre Alderete da Silva, que se casó con María Pérez de Ambia.

- Datos: Q10347997

1. ↑  Suárez Fernández, Luis (1976). Historia de España antigua y media. Rialp. p. 253. ISBN 9788432118661.
2. ↑  de Salazar y Castro, Luis (1685). «Tomo 1». Historia Genealogica De La Casa De Silva. Valladolid: MAXTOR. pp. 57 - 78. ISBN 978-84-9001-205-5.
3. ↑  Fernández del Pozo, José María (1999). Alfonso V (999-1028) y Vermudo III (1028-1037). La Olmeda. pp. 264 y 269. ISBN 978-8489915077.
4. ↑  Braamcamp Freire, Anselmo (1973). Brasões da Sala de Sintra-3 vols. (en portugués). Lisboa: Imprensa Nacional-Casa da Moeda. pp. vol. II-pg. 4, 5.